# 자넷 바니
자넷 바니(Janet Varney, 1976년 2월 16일 ~ )는 미국의 배우, 텔레비전 배우, 진행자, 성우, 영화배우다.

## 생애

### 프로듀서 활동
바니는 2012년부터 더 JV 클럽 팟캐스트를 진행해 왔으며, 단테 바스코와 함께 아바타: 브레이빙 더 엘리먼트 팟캐스트의 공동 진행자이기도 불렀다. 그녀는 샌프란시스코에서 열리는 장기 코미디 페스티벌 SF 스케치페스트의 공동 창립자이자 크리에이티브 디렉터, 프로듀서가 되었다.

### 어린 시절
바니는 애리조나주 투손에서 태어나고 자랐다. 그녀는 1993년에 린콘 고등학교를 졸업하고 샌프란시스코 주립대학교에서 연극을 전공한 졸업생으로, 1997년에 문학 학사 학위를 받았다. 그녀는 나중에 인테리어 디자인 분야에서 경력을 쌓다가 결국 다시 연기로 돌아갔다. 바니는 몰몬교에서 자랐지만 17세에 교회를 떠나 불가지론자로 인정받기 시작했는데 바니는 영국과 스코틀랜드 혈통이었다.

### 개인 생활
바니는 2004년부터 2011년까지 코미디언 크리스 하드윅과 사귀었다. 2018년에 바니는 양성애자로 커밍아웃 당했는데 어린 성인이 되었을 때, 바니는 비인격화 장애 진단을 받았다.

## 영화
- 더 걸 인 더 쇼 (2017년)
- 디아니 앤 드바인 미트 디 아포칼립스 (2016년)
- 빅 (2016년) - 자넷 목소리 역
- 더 프로 (2014년)
- 코라의 전설 (2012년) - 코라 목소리 역
- 주디 무디 앤 더 낫 버머 서머 (2011년) - 맘 역
- 더 셀링 오브 스캐리 마너 (2011년) - 메리 베스트 역
- 베스트 플레이어 (2011년)
- 스틸 웨이팅... (2009, Still Waiting...)
- 메리드 낫 데드 (2009년)
- 드릴빗 테일러 (2008년)